# Іпут II
Іпут — давньоєгипетська цариця Шостої династії, сестра і дружина Пепі II.

## Титули
| i | p | w | t |

| i | p | w | t |

Її титули «Дочка царя» (zt-nỉswt) і «Старша дочка царя» (zt-nỉswt-šms.t) показують, що Іпут II була дочкою фараона, або Пепі I, або Меренра I. Титул «Спадкова принцеса» (ỉrỉỉ.t-pˁt) ідентифікує її як знатну жінку.
Як королева-консорт вона мала такі титули: дружина царя (ḥm.t-nỉswt), дружина царя, його кохана (ḥm.t-nỉswt mrỉỉ.t=f), кохана дружина царя Неферкаре-мен-анкх (ḥm. t-nỉswt mrỉỉ.t=f nfr-k3-rˁ-mn-ˁnḫ), кохана дружина царя Неферкаре-мен-анкх-Неферкаре (ḥm.t-nỉswt mrỉỉ.t=f nfr-k3-rˁ-mn-ˁnḫ-nfr- k3-rˁ), і Та, що бачить Гора і Сета (m33.t-ḥrw-stš).

## Поховання
Комплекс пірамід Іпута складався з піраміди та невеликого похоронного храму. Храм побудований у формі літери Г. Вона була похована поруч із Пепі II у Саккарі, і її гробниця містить версію текстів пірамід.
В одній із комор покійного храму екскаватори виявили гранітний саркофаг королеви Анхесенпепі IV, іншої дружини Пепі II. Не зовсім зрозуміло, чи Анхесенпепі IV спочатку була похована в могильному комплексі Іпут II, чи вона спочатку була похована в іншому місці та перепохована під час Першого проміжного періоду.
На саркофазі Анхесенпепі вписано цікавий історичний текст, який проливає світло на історію ранньої частини 6-ї династії. Текст, вписаний на саркофазі, було дуже важко розшифрувати, але принаймні часткові переклади були можливими. З тексту тепер ясно, що Усеркара правив близько чотирьох років, але практика damnatio memoriae пізніше призвела до того, що його ім'я було викреслено з записів.